# Alfred Wesmael
Alfred Wesmael (Saint-Josse-ten-Noode, 11 de fevereiro de 1832 – Nimy, 9 de novembro de 1905) foi um botânico belga.